# Leo Burnett Worldwide
Leo Burnett Worldwide — американское глобальное рекламное агентство, созданное в Чикаго в 1935 году Лео Берне́ттом (Leo Burnett). Входит в одну из крупнейших французских медиагрупп Publicis. Объединяет более шести тысяч сотрудников в 97 офисах в 84 стран.

## Leo Burnett Художественные выставки
В 2001 году агентство Leo Burnett курирует выставку итальянского художника Умберто Pettinicchio, с фотографом Стивом МакКарри, в Лозанне в Швейцарии.

## Известные клиенты
- Minnesota Valley Canning/Green Giant, 1935
- Kellogg's, 1949
- Philip Morris (Marlboro cigarettes), 1954
- Maytag, 1955
- Allstate, 1957
- Pillsbury, 1965
- Coca Cola, 1969
- General Motors, 1971
- Heinz, 1974
- Fiat, 1978
- Visa, 1979
- McDonald's, 1981
- Kraft Foods, 1984
- Hallmark Cards, 1988
- Morgan Stanley, 1988
- Diageo, 1988
- Nintendo, 1991
- Beef. It's What's For Dinner, 1992
- Disney, 1994
- Samsung, 2006
- Balaji, 2007
- United Technologies, 2010